# Saint-Bonnet-en-Champsaur (ancienne commune)
Pour les articles homonymes, voir Saint-Bonnet (homonymie).
Saint-Bonnet-en-Champsaur est une ancienne commune française, située dans le département des Hautes-Alpes et la région Provence-Alpes-Côte d'Azur.
Depuis le 1er janvier 2013, elle fait partie de la commune nouvelle de Saint-Bonnet-en-Champsaur.

## Politique et administration
| Période        | Période       | Identité                 | Étiquette | Qualité |
| -------------- | ------------- | ------------------------ | --------- | ------- |
| mai 1945       | 1947          | Joseph Brochier          |           |         |
| octobre 1947   | 1961          | Francine Eyraud-Villaron |           |         |
| septembre 1961 | 1965          | M. Denante               |           |         |
| mars 1965      | 1971          | M. Rambaud               |           |         |
| mars 1971      | 1977          | Marcel Maucoronnel       |           |         |
| mars 1977      | 1989          | Jean-Claude Baudoin      |           |         |
| mars 1989      | décembre 2012 | Jean-Pierre Festa        | UMP       |         |

## Population et société

### Évolution démographique
L'évolution du nombre d'habitants est connue à travers les recensements de la population effectués dans la commune depuis 1793. À partir du 1er janvier 2009, les populations légales des communes sont publiées annuellement dans le cadre d'un recensement qui repose désormais sur une collecte d'information annuelle, concernant successivement tous les territoires communaux au cours d'une période de cinq ans. 
Pour les communes de moins de 10 000 habitants, une enquête de recensement portant sur toute la population est réalisée tous les cinq ans, les populations légales des années intermédiaires étant quant à elles estimées par interpolation ou extrapolation. Pour la commune, le premier recensement exhaustif entrant dans le cadre du nouveau dispositif a été réalisé en 2005,.
En 2010, la commune comptait 1 700 habitants, en évolution de +3,41 % par rapport à 2005 (Hautes-Alpes : +2,98 %, France hors Mayotte : +2,49 %).
| 1793  | 1800  | 1806  | 1821  | 1831  | 1836  | 1841  | 1846  | 1851  |
| ----- | ----- | ----- | ----- | ----- | ----- | ----- | ----- | ----- |
| 1 550 | 1 408 | 1 675 | 1 611 | 1 800 | 1 700 | 1 790 | 1 847 | 1 734 |

| 1856  | 1861  | 1866  | 1872  | 1876  | 1881  | 1886  | 1891  | 1896  |
| ----- | ----- | ----- | ----- | ----- | ----- | ----- | ----- | ----- |
| 1 771 | 1 745 | 1 789 | 1 758 | 1 670 | 1 763 | 1 744 | 1 616 | 1 665 |

| 1901  | 1906  | 1911  | 1921  | 1926  | 1931  | 1936  | 1946  | 1954  |
| ----- | ----- | ----- | ----- | ----- | ----- | ----- | ----- | ----- |
| 1 515 | 1 506 | 1 511 | 1 239 | 1 321 | 1 311 | 1 357 | 1 166 | 1 182 |

| 1962  | 1968  | 1975  | 1982  | 1990  | 1999  | 2005  | 2010  | - |
| ----- | ----- | ----- | ----- | ----- | ----- | ----- | ----- | - |
| 1 196 | 1 199 | 1 236 | 1 263 | 1 371 | 1 466 | 1 644 | 1 700 | - |